# Астрит Ајдаревић
Астрит Ајдаревић (алб. Astrit Ajdareviq; Приштина, 17. април 1990) албански је фудбалер са Косова и Метохије, који тренутно наступа за Хелсинборг као позајмљени играч Стандарда из Лијежа.

## Каријера
Астрит Ајдаревић је рођен у Приштини од родитеља пореклом из околине Медвеђе, а 1992. године са породицом се сели у Шведску. Син је некадашњег фудбалера Агима Ајдаревића који је наступао за Спартак из Суботице. Астрит је био члан У-17 тима Шведске, а поседује и држављанство Шведске.